# Безводовка (станция, Ульяновская область)
Безво́довка — железнодорожная станция (населённый пункт) в Кузоватовском районе Ульяновской области. Входит в состав Безводовского сельского поселения.

## География
Населённый пункт находится на железнодорожной линии Инза — Сызрань, на расстоянии примерно 17 км (по прямой) к юго-востоку от рабочего посёлка Кузоватово, административного центра района.

### Часовой пояс
Железнодорожная станция Безводовка, как и вся Ульяновская область, находится в часовой зоне МСК+1. Смещение применяемого времени относительно UTC составляет +4:00.

## История
Станция основана в 1899 году после строительства железной дороги Инза — Сызрань. В 1913 году насчитывалось 20 дворов, проживало 84 жителя. В 1990-е годы работал СПК «Безводовка». Сохранились станционные постройки и каменная водонапорная башня.

## Население
| 2010 |
| ---- |
| 219  |

### Национальный состав
Согласно результатам переписи 2002 года, в национальной структуре населения русские составляли 67 % из 266 чел., мордва — 28 %.